# Bernard-Jacques-Joseph-Maximilien de Ring
Le baron Bernard-Jacques-Joseph-Maximilien de Ring, dit Maximilian von Ring, né à Bonn le 27 mai 1799 et mort à Bischheim le 5 mars 1873, était un archéologue, dessinateur et historien franco-prussien du XIXe siècle.

## Publications
- Vues pittoresques des vieux châteaux de l Allemagne. Le Grand-Duche de Bade. Avec texte historique et descreptif. Partie méridionale : De la valle de Kintzig au Lac de Constance. Partie septentrionale. De la valle de Kintzig au Mein. 2 Bde. Mit 2 lithographierten Titeln und 52 nach M. von Ring lithographierten und teilweise getönten Ansichtstafeln. Strasbourg, Levrault, 1829.
- Malerische Ansichten der Ritterburgen Deutschlands nach den Originalzeichnungen des Hrn. Maximilian von Ring. Das Großherzogthum Baden, 1: Südlicher Theil von dem Kinzigthale bis an den Bodensee. Paris, Engelmann, 1829.
- Malerische Ansichten der Ritterburgen Deutschlands nach den Originalzeichnungen des Hrn. Maximilian von Ring. Das Großherzogthum Baden, 2: Nördlicher Theil von dem Kinzigthale bis an den Main. Paris, Engelmann, 1829.
  - Malerische Ansichten der Ritterburgen des Grossherzogtums Baden. Introduction de Max Schefold. Reprint d'Édition Paris 1829 (Vol 1 und 2). Frankfurt a. M., Weidlich, 1980.  (ISBN 3-8035-1083-X)
- Le château de Tubingue. Reutlingen, Mäcken, 1835.
- Notice sur les tombes celtiques de la Souabe et de l'Allemagne. En: Messager des Sci. Hist. de Belgique. Gent, 1840
- Notice sur Rodolphe de Zaeringen, évêque de Liège. Gent, 1841.
- Révolte des provinces autrichiennes du Rhin contre Charles-le Téméraire. Gent, 1841.
- Notice sur eles nautaee du Rhin. Gent, Impr. de L. Hebbelynck, 1842.
- Établissements celtiques dans la Sud-ouest-Allemagne. Fribourg, Emmerling, 1842.
- Gustav Wever; Maximilian von Ring: Badenweiler mit seinen Umgebungen : topographisch, historisch, naturhistorisch und medizinisch beschrieben. Fribourg, Emmerling, 1843.
- Alexandre Colin, né à Malines.  En: Messager des sciences et des arts. Vol. 12; 1844.
- Esquisse historique de l'école de musique flamande, au Moyen Âge. Extracted. Bruxelles?, 1848.
- Le Val du Danube à Beuron. E. Simon, 1849.
- Nachrichten über den heiligen Lambert, Bischof von Tongert, Stadtpatron von Freiburg. Fribourg e./Br., Wangler, 1849.
- Souvenir des bains et environs de Niederbronn, album de douze planches gravées sur acier, avec une carte et un texte descriptif. Straßburg, circa 1850.
- Histoire des Germains depuis les temps les plus reculés jusqu'à Charlemagne pour servir d'introduction à l'histoire de l'Empire Germanique. Strasbourg, Treuttel & Würtz, 1850.
- Quelques notes sur les légendes de Saint-George. Nouv. éd.. Straßburg, 1850.
- Huk de Werbenwak, trouvère du XIIe siècle. Colmar, Impr. de Vve Decker, 1852.
- Mémoire sur les établissements romains du Rhin et du Danube principalement dans le sud-ouest de l'Allemagne. 2 vol, Paris, Leleux, 1852 und 1853.
- Inscription romaine, lettre aux rédacteurs du messager des sciences historiques. En: Messager des sciences hist. 1853 pag. 408-415.
- Du surnom de Cautopates donné à Mithra, sur une inscription nouvellement découverte à Friedberg. Paris, Techener u.a., 1853.
- Quelques notes sur les légendes de saint Michel. Nancy, Impr. de L. Hebbelynck, 1853.
- Symbolisme et légende de saint Hippolyte. Nancy, Impr. de L. Hebbelynck, 1854.
- Quelques notes sur les légendes de saint Michel. Colmar, Impr. de Vve Decker, 1854.
- Essai sur la Rigsmaal-Saga et sur les trois classes de la société germanique. Paris, B. Duprat, 1854.
- Études hagiographiques. Colmar, Impr. de Decker, 1856.
- Les Tombes celtiques situées près d'Heidolsheim. Rapport présenté au comité de la Société pour la conservation des monuments historiques d'Alsace par Max. de Ring. Strasbourg, Impr. de Vve Berger-Levrault, 1857.
- Symbolisme et légende de Saint Roch. Colmar, 1857.
- Le Fête-Dieu et un mystère de la Passion a Fribourg, au XVIe siècle. Colmar, 1857
- Symbolisme et légende de sainte Marguerite. Colmar, Impr. de Vve Decker, 1858.
- Butte de Saint-George, près de Soultz Haut-Rhin, rapport présenté au comité de la Société pour la conservation des monuments historiques d'Alsace par Max. de Ring. Colmar, Impr. de Vve Berger-Levrault, 1858.
- Le pèlerinage de Marienthal, en Alsace. Strasbourg, Impr. de F.-C. Heitz, 1858
- Histoire des peuples opiques, de leur législation, de leur culte, de leurs mœurs, de leur langue. Paris, Duprat u.a., 1859.
- Les tombes celtiques de la forêt communale d'Ensisheim et du Hübelwældele. Rapport lu en assemblée générale de la Société pour la conservation des monuments historiques d'Alsace, le 19 juin 1858, par Maximilien de Ring. Strasbourg, G. Silbermann, 1859.
- Les tombes celtiques de la forêt communale de Hatten (Bas-Rhin). Rapport présenté au comité de la Société pour la Conservation des Monuments Historiques d'Alsace. Strasbourg, Berger-Levrault, 1860.
- Le Bollenberg, près de Rouffach. Rapport présenté au comité de la Société pour la conservation des monuments historiques d'Alsace. Strasbourg, impr. Vve. Berger-Levrault, 1860.
- Les Tombes celtiques situées près de Réguisheim (Haut-Rhin). Rapport présenté au comité de la Société pour la conservation des monuments historiques d'Alsace par Max. de Ring. Strasbourg, Impr. de Vve Berger-Levrault, 1860
- Les tombes celtiques de la forêt de Schirrhein. Rapport lu en assemblée générale de la Société pour la conservation des monuments historiques d'Alsace, le 6 décembre 1860, par Maximilien de Ring. Strasbourg, Berger-Levrault, 1860.
- Symbolisme et légende de saint Vit. Colmar, Imp. de C. Decker, 1862.
- Le Schimmelrain, près de Hartmannswiller (Haut-Rhin). Extrait du "Bulletin de la Société pour la conservation des monuments historiques d'Alsace". Strasbourg, Impr. de Vve Berger-Levrault, 1862.
- Fouilles exécutées dans les tombelles celtiques de la forêt de Hagueneau, pendant les 28, 29, 30 et 31 octobre 1861. Extrait du "Bulletin de la Société pour la conservation des monuments historiques d'Alsace". Strasbourg, Impr. de Vve Berger-Levrault, 1862.
- La Huitième légion romaine. Colmar, impr. de C. Decker, 1864.
- Tombes celtiques de l'Alsace. Nouvelle suite de mémoires. Strasbourg, Impr. de Simon, 1865
- Notice sur des antiquités celtiques de l'âge de pierre trouvées sur le territoire de la commune de Schiltigheim près Strasbourg. Paris, impr. impériale, 1866.
- Le Camp romain de l'Oberlinger, au-dessus de Guebwiller Haut-Rhin. Paris, impr. impériale, 1866.
- Symbolisme et légende de sainte Geneviève. Colmar, Impr. de C. Decker, 1866.
- Les Tombes celtiques de la forêt de Brumath. Strasbourg, Impr. de Vve Berger-Levrault, 1868.
- Champ de bataille de Jules César contre Arioviste. Colmar, impr. de C. Decker, 1868.
- Louis Napoleon Bonaparte, die Weltgeschichte ist das Weltgericht. Berlin, Allg. Dt. Verl.-Anst., 1870.
- Anciennes sépultures de l'abbaye de Beaupré, d'après des manuscrits inédits de Dom Calmet, par M. le Bon de Ring, avec des notes et additions par M. Paul Delorme. Nancy, Impr. de G. Crépin-Leblond, 1880.
- Roland de Lassé, compositeur belge. Bruxelles?, 18--
- L'Étendard de Brabant au Moyen Âge. o. O., o. D.
- Bas-relief de Saint-Martin, exécuté pour le prince abbé de Saint-Blaise, Gerbert de Hornau, au xviiie siècle. o. O., o. D.